# Ujung Bandar (Bohorok)
Ujung Bandar is een bestuurslaag in het regentschap Langkat van de provincie Noord-Sumatra, Indonesië. Ujung Bandar telt 2202 inwoners (volkstelling 2010).